# Pike River (kommun)
Pike River, till 2012 Saint-Pierre-de-Véronne-à-Pike-River, är en kommun i provinsen Québec i Kanada. Den ligger i regionen Estrie, i den sydöstra delen av landet, 210 km öster om huvudstaden Ottawa.